# 1876 en arts plastiques
| Années des arts plastiques : 1873 - 1874 - 1875 - 1876 - 1877 - 1878 - 1879    |
| Décennies des arts plastiques : 1840 - 1850 - 1860 - 1870 - 1880 - 1890 - 1900 |

Cette page concerne l'année 1876 en arts plastiques.

## Événements
- 30 mars : Deuxième exposition des impressionnistes à Paris

## Œuvres

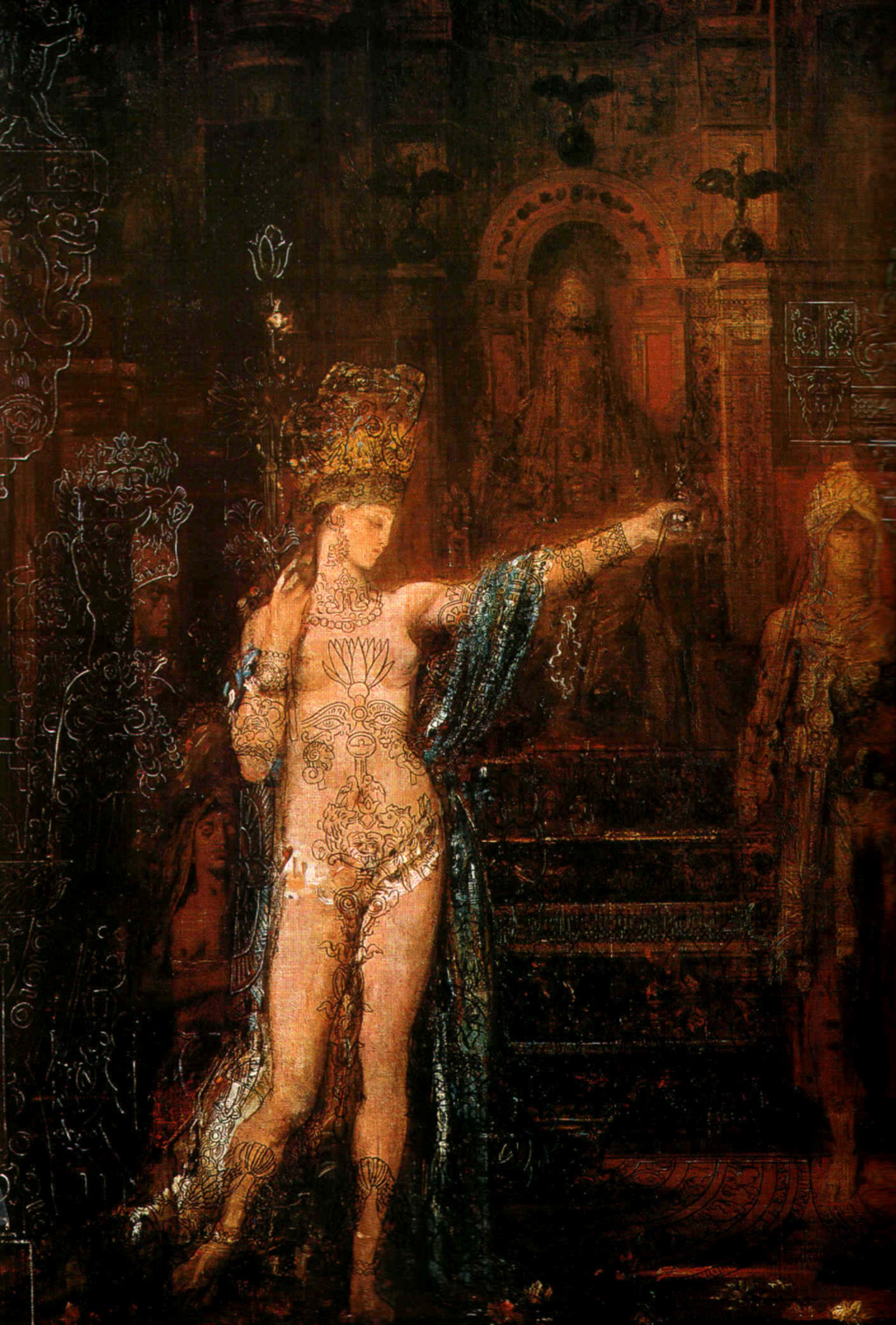
Salomé dansant devant Hérode, toile de Gustave Moreau.

- La Place du Chenil à Marly, effet de neige d'Alfred Sisley
- L'Inondation à Port-Marly d'Alfred Sisley
- La Seine à Bougival d'Alfred Sisley
- La Galerie du HMS Calcutta (Portsmouth) de James Tissot

## Naissances
- 3 janvier : Jan Lavezzari, peintre français († 11 mai 1947),
- 4 janvier :
  - Edmond Lempereur, peintre, illustrateur et graveur français († 24 novembre 1909),
  - Michel Samanos, peintre, graveur et caricaturiste français († 23 juillet 1924),
- 5 janvier : Georges Jordic-Pignon, illustrateur et peintre français († 28 novembre 1915),
- 12 janvier : Édouard Vallet, peintre, graveur et dessinateur suisse († 1er mai 1929),
- 15 janvier : Jean Engel, peintre français († 1960),
- 29 janvier : Émile Théodore, peintre et conservateur de musée français († 24 octobre 1937),
- 8 février : Paula Modersohn-Becker, peintre allemande († 21 novembre 1907),
- 8 février : Fritz Splitgerber, peintre allemand († 5 septembre 1914),
- 11 février : Joseph-Victor Communal, peintre français († 26 novembre 1962),
- 21 février :
  - Constantin Brancusi, sculpteur français d'origine roumaine († 16 mars 1957),
  - Piotr Kontchalovski, peintre russe puis soviétique († 2 février 1956),
- 22 février : Jules Migonney, peintre français († 5 juillet 1929),
- 26 février : Henry Chapront, peintre et illustrateur français († 15 juin 1965),
- 29 février : André Sivade, peintre postimpressionniste français († 17 octobre 1950),
- 4 mars : Ásgrímur Jónsson, peintre islandais († 5 avril 1958),
- 11 mars :
  - Alexandre Bonin, peintre français († 1943),
  - Claude Rameau, peintre et dessinateur français († 12 juin 1955),
- 15 mars : Georges A. L. Boisselier, peintre français († 5 novembre 1943),
- 24 mars :
  - Adolphe Beaufrère, peintre et graveur français († 16 février 1960),
  - Fausto Vagnetti, peintre italien († 18 septembre 1954),
- 28 mars : Emanuel Samson van Beever, peintre néerlandais († 20 juin 1912),
- 31 mars : Émile Boizot, graveur sur bois et peintre français († 23 octobre 1948),
- 1er avril : Eugène-Louis Véder, peintre, aquarelliste et graveur français († juin 1936),
- 2 avril: Lluïsa Vidal i Puig, peintre catalane († 22 octobre 1918),
- 4 avril : Maurice de Vlaminck, peintre français († 11 octobre 1958),
- 10 avril : Suzanne Frémont, peintre et écrivaine française († 12 mars 1962),
- 11 avril : Paul Henry, artiste et peintre irlandais († 24 août 1958),
- 13 avril : Fernand Lantoine, peintre et dessinateur français († 19 juin 1956),
- 18 avril : Marcel Delamarre de Monchaux, peintre français († 16 janvier 1953),
- 23 avril : Frans Slager, peintre et dessinateur néerlandais († 1er mai 1953),
- 25 avril : Pierre-Léon Dusouchet, peintre, graveur, sculpteur, écrivain et poète français († 27 décembre 1936),
- 26 avril : Mela Muter, peintre française d'origine polonaise († 1967),
- 3 mai : Joseph Louis Cornier-Miramont, peintre et sculpteur français († après 1926),
- 8 mai :
  - Stanisława de Karłowska, peintre polonaise († 9 décembre 1952),
  - Paul Marie Vigoureux, peintre et graveur français († 16 décembre 1954),
- 15 mai : Clément Gontier, peintre français († 4 octobre 1918),
- 16 mai : Louis Jollivet, peintre décorateur et céramiste français († 16 juin 1915),
- 17 mai : Constantin Gorbatov, peintre russe († 24 mai 1945),
- 24 mai : Louis Azéma, peintre et chanteur français († 10 janvier 1963),
- 1er juin : André Evard, peintre et dessinateur suisse († 20 juillet 1972 ou 23 juillet 1972),
- 2 juin : Émile Appay, peintre français († 7 octobre 1935),
- 3 juin : Henri Pailler, peintre français († 20 janvier 1954),
- 6 juin : Charles Naillod, peintre, graveur et illustrateur français († 14 juin 1941),
- 16 juin : Raymond Desvarreux-Larpenteur, peintre français († 17 décembre 1961),
- 17 juin :
  - Charles Genty, peintre, graveur et caricaturiste français († 11 janvier 1956),
  - Pierre Girieud, peintre français († 26 décembre 1948),
- 19 juin : Georges Gobo, peintre, illustrateur, lithographe et graveur français († 6 juillet 1958),
- 22 juin : Henri Person, peintre français († 6 février 1926),
- 25 juin : Albert Horel, peintre français († 9 août 1964),
- 26 juin : Louis Pastour, peintre et poète français († 6 décembre 1948),
- 30 juin : Jean-Louis Paguenaud, peintre français († 31 mai 1952),
- 1er juillet : Alessandro Lupo, peintre italien († 1953),
- 2 juillet : Marcel Delaunay, peintre français de l'École de Rouen († 17 juillet 1959),
- 6 juillet : Henry Caro-Delvaille, peintre et décorateur français († 6 juillet 1928),
- 12 juillet : Max Jacob, poète, romancier et peintre français († 5 mars 1944),
- 13 juillet : Adolf Behrman, peintre juif polonais († août 1943),
- 17 juillet : Jeanne-Marie Barbey, peintre et photographe française († 12 août 1960),
- 20 juillet : Rakuten Kitazawa, mangaka et peintre japonais de l'école nihonga († 25 août 1955),
- 23 juillet : Raoul David, peintre portraitiste, paysagiste, graveur et illustrateur français († 14 octobre 1950),
- 26 juillet : Pietro Chiesa, peintre italo-suisse († 17 mars 1959),
- 28 juillet : Mommie Schwarz, peintre et graphiste juif néerlandais († 19 novembre 1942),
- 30 juillet : Ernest Victor Romanet, peintre français († janvier 1940),
- 3 août : Jean Antoine Armand Vergeaud, peintre orientaliste français († 5 octobre 1949),
- 9 août : Augustin Lesage, peintre français († 21 février 1954),
- 16 août : Ivan Bilibine, peintre, illustrateur et décorateur de théâtre russe puis soviétique († 7 février 1942),
- 25 août : Gino Parin, peintre italien († 9 juin 1944),
- 9 septembre : Victor Lhuer, dessinateur, graveur et peintre français († 11 février 1952),
- 10 septembre : Marguerite Delorme, peintre française († 26 juillet 1946),
- 14 septembre : César Klein, peintre, graphiste et scénographe allemand († 13 mars 1954),
- 19 septembre : Hiroshi Yoshida, peintre et graveur sur bois japonais († 5 avril 1950),
- 21 septembre : Julio González, sculpteur et peintre espagnol († 27 mars 1942),
- 26 septembre : Georges-Émile Lebacq, peintre belge († 4 août 1950),
- 7 octobre : Bolesław Buyko, peintre polonais († 9 mars 1940),
- 13 octobre : Pierre Adolphe Valette, peintre français († 18 avril 1942),
- 17 octobre : Adrien Segers, peintre français († 14 juillet 1950),
- 18 octobre : Luca Postiglione, peintre italien († 27 août 1936),
- 2 novembre : Francis Jourdain, peintre, designer et dessinateur français († 31 décembre 1958),
- 5 novembre : Raymond Duchamp-Villon, sculpteur français († 9 octobre 1918),
- 8 novembre : Jean Puy, peintre français († 6 mars 1960),
- 11 novembre : Bernard Naudin, peintre, dessinateur, caricaturiste et graveur français († 7 mars 1946),
- 23 novembre : Charles Dufresne, peintre, graveur, sculpteur et décorateur français († 8 août 1938),
- 24 novembre : Alberto Martini, peintre, graveur et illustrateur italien († 8 novembre 1954),
- 26 novembre : 
  - Bart van der Leck, peintre néerlandais († 13 novembre 1958),
  - René de Saint-Delis, peintre français († 14 janvier 1958),
- 9 décembre : Henri Deluermoz, peintre et illustrateur français († 3 novembre 1943),
- 12 décembre : Alfred Marie Le Petit, peintre, décorateur, graveur et dessinateur humoristique français († 17 décembre 1953),
- 19 décembre : Lucie Cousturier, peintre et écrivaine française († 16 juin 1925),
- 20 décembre : Henri Malançon, peintre français († 20 décembre 1960),
- 22 décembre : Yves-Edgar Muller d'Escars, peintre français († 9 octobre 1958),
- 23 décembre : Stevan Aleksić, peintre serbe († 2 novembre 1923),
- 27 décembre : Marius Chambon, peintre français († 1962),
- ? :
  - Louis Bausil, peintre français († 1945),
  - Paul Berthier, peintre et sculpteur français († 1916),
  - Louis-Émile Blanchard, peintre paysagiste français († 1936),
  - Pierre Adolphe Valette, peintre français († 1942).

## Décès
- 2 janvier : Hippolyte-Joseph Cuvelier, peintre français (° 9 mars 1803),
- 12 janvier : Enrico Pollastrini, peintre italien (° 15 juin 1817),
- 17 janvier : Pavle Simić, peintre serbe (° 1818),
- 29 février : Charles-Philippe Larivière, peintre français (° 28 septembre 1798),
- 4 avril : Jean-Baptiste-Ange Tissier, peintre français (° 6 mars 1814),
- 12 avril : Charles Gomien, peintre portraitiste français (° 25 avril 1808),
- 24 avril : Jacques Guiaud, peintre français (° 17 mai 1810),
- 5 mai : Charles Gleyre, peintre suisse (° 2 mai 1806),
- 24 mai : Alphonse de Cailleux, peintre, conservateur et administrateur français des musées royaux (° 31 décembre 1788),
- 28 mai : Adolph Northen, peintre allemand (° 6 novembre 1828),
- 6 juillet : Karl Würbs, peintre bohémien (° 11 août 1807),
- 13 juillet : Nikolaï Petrovitch Petrov, peintre russe (° 18 septembre 1834),
- 31 juillet : Ivan Sochenko, peintre russe (° 14 juin 1807),
- 5 août : Théodore Frédéric Salmon, peintre français (° 14 avril 1811),
- 11 août : Jean-Baptiste Kindermans, peintre belge (° 28 février 1821),
- 29 septembre : Giacinto Gigante, peintre italien (° 11 juillet 1806),
- 14 octobre : Louis Nicolas Lemasle, peintre français (° 3 décembre 1788),
- 21 octobre : Uroš Knežević, peintre serbe (° 2 janvier 1811),
- 18 novembre : 
  - Diaz de La Peña, peintre français (° 20 août 1807),
  - Édouard Traviès, peintre animalier et illustrateur français (° 25 mars 1809),
- 21 novembre : Étienne Leroy, peintre français (° 26 octobre 1828),
- 11 décembre : Jules Jean François Pérot, peintre français (° 17 juin 1814),
- ? :
  - Luigi Borgomainerio, graveur et caricaturiste italien (° 1836),
  - Grigori Laptchenko, peintre russe (° 6 février 1801).